# Gamma Coronae Borealis
γ Coronae Borealis (Gamma Coronae Borealis, kurz γ CrB) ist ein Doppelstern im Sternbild Nördliche Krone.

## Eigenschaften

### Doppelsternsystem
Das γ-Coronae-Borealis-System befindet sich in einer Entfernung von 45 Parsec (ca. 146 Lichtjahre) zur Sonne. Der Hauptstern des Systems heißt γ Coronae Borealis A (4,0 mag, Spektraltyp B9 oder A0), der Begleiter γ Coronae Borealis B (5,6 mag, Spektraltyp A3). Die Umlaufzeit des Systems beträgt 91 Jahre. Die Bahnebene ist stark geneigt; mit einer Neigung von 94° gegenüber der Himmelsebene sehen wir das System fast „von der Kante“ aus. 2015 betrug der Winkelabstand zwischen den Komponenten 0,5″, im Periastron um 2022/23 sank der Abstand auf unter 0,1″. Seitdem steigt er wieder an: 0,3″ (2025), 0,5″ (2030), 0,6″ (2035). Entdeckt wurde die Doppelsternnatur von γ Coronae Borealis 1826 von Friedrich Georg Wilhelm Struve.
Die ermittelten Sternmassen sind noch etwas diskrepant. Die Gesamtmasse des Sternsystems wurde dynamisch (d. h. mit dem 3. Kepler’schen Gesetz) von Matthew W. Muterspaugh et al. (2010) auf 3,73 ± 0,37 Sonnenmassen und von Robert J. De Rosa et al. (2012) auf 4,19 ± 0,30 Sonnenmassen berechnet. Im Gegensatz dazu betragen die anhand der Masse-Leuchtkraft-Beziehung abgeschätzten Massen von γ Coronae Borealis A ca. 2,8 Sonnenmassen und von γ Coronae Borealis B ca. 1,7 Sonnenmassen, was eine Gesamtmasse des Systems von ca. 4,5 Sonnenmassen ergibt.

### Veränderlicher Stern
γ Coronae Borealis wurde 1969 am David Dunlap Observatory als δ-Scuti-Stern klassifiziert. Die Gesamthelligkeit des Systems schwankt mit einer Amplitude von 0,05 mag. Die beobachteten Helligkeitsschwankungen sind nicht streng periodisch, weisen aber eine charakteristische Zeitskala von 0,03 Tagen (43 Minuten) auf.
Trotz der bis heute gültigen Klassifizierung als δ-Scuti-Stern besitzt γ Coronae Borealis Merkmale, die von normalen δ-Scuti-Sternen abweichen. So werden die kurzperiodischen Pulsationsveränderlichen nahe der oberen Hauptreihe in β-Cephei-Sterne (Spektraltyp B0 bis B3), langsam pulsierende B-Sterne (Spektraltyp Mitte B), δ-Scuti-Sterne (Spektraltyp A7 bis F2) und γ-Doradus-Sterne (Spektraltyp Mitte F) eingeteilt. γ Coronae Borealis mit dem Spektraltyp A0 fällt jedoch in eine „Lücke“ zwischen den langsam pulsierenden B-Sternen und den δ-Scuti-Sternen. Nach der Theorie zur Sternpulsation sollten Sterne in diesem Bereich des HR-Diagramms nicht pulsieren, dennoch wurden einige Kandidaten gefunden. 1955 berichtete Otto Struve von kurzperiodischen Schwankungen beim Stern Maia (Spektraltyp B8) und schlug für diese Lücke vom Spektraltyp B7 bis A3 die Maia-Sterne als neue Klasse von pulsationsveränderlichen Sternen vor. Zwar wurden später die Schwankungen bei Maia von Struve selbst wieder falsifiziert, die Bezeichnung „Maia-Sterne“ blieb aber erhalten. Mögliche Mitglieder dieser neuen Sternkategorie waren extrem selten; bis 2002 waren nur 20 Kandidaten bekannt. Von diesen zählte γ Coronae Borealis neben γ Ursae Minoris und HD 29573 zu den vielversprechendsten Anwärtern. Ein fachlicher Konsens darüber, ob die Maia-Sterne nun als eigene Sternklasse existieren, bildete sich jedoch nie. Erst mit Hilfe des Satelliten TESS wurden über 500 Sterne gefunden, die in das Schema der in der Vergangenheit beschriebenen Maia-Sterne passen. Die Ergebnisse legen nahe, dass Maia-Sterne keine eigene Sterngruppe, sondern eine Erweiterung der δ-Scuti-Sterne sind, und die derzeitigen Vorstellungen über die Pulsationsmechanismen bei den Sternen der oberen Hauptreihe überarbeitet werden müssen.
γ Coronae Borealis zeigt, dass auch A0-Sterne mit ähnlichen Perioden wie δ-Scuti-Sterne pulsieren können. Spektroskopische Messungen haben Radialgeschwindigkeitsschwankungen mit einer Grundperiode von 0,89 Tagen sowie mehreren Oberschwingungen offenbart. Es wird angenommen, dass die Grundperiode mit der Rotationsdauer des Sterns übereinstimmt. Bemerkenswert ist, dass in unregelmäßigen Abständen auch Phasen ohne Schwankungen auftreten.